# The Stoner
The Stoner är en svensk jazzgrupp, verksam i Stockholm sedan 2004. Gruppen startades av saxofonisten Nils Berg. The Stoner består av fyra musiker och har släppt flera album sedan 2004.
The Stoner blev år 2010 vinnare av Sveriges Radios pris Jazzkatten i kategorin "årets jazzgrupp" med följande motivering: "De har ett lekfullt förhållande till jazztraditionen. Varje nytt projekt ger nya förutsättningar att utveckla det unika gruppsoundet. Musiken är oförutsägbar trots att inget är lämnat åt slumpen."

## Medlemmar
- Nils Berg – tenorsaxofon, basklarinett, flöjt
- Jonas Östholm – piano
- Nils Ölmedal – kontrabas och speldosa
- Jon Fält – trummor

## Diskografi
- Upp till kamp (2004)
- The Lektor Tapes (2006, som "Stoner + Forss + Borg"; samarbete med Eric Wahlforss och Carl Borg)[2]
- The New Pink (2007)
- Hat Music (2009)
- Kinder Call (2014)